# La Danse de la vie
Pour le film de 1929, voir La Danse de la vie (film, 1929).
La Danse de la vie (en norvégien : Livets dans) est un tableau d'Edvard Munch conservé à la Galerie nationale d'Oslo. Il est considéré comme la pièce centrale du grand cycle thématique que Munch appelle la « Frise de la Vie (de) ».

## Description
La Danse de la vie est une huile sur toile de 125 × 191 cm.
La Danse de la vie se déroule pendant la nuit de la Saint-Jean (23 juin), traditionnellement considérée en Norvège comme la nuit des sorcières et célébrée par des festins et des danses dans les prairies. Le cadre adopté par l'artiste est typique de tous les tableaux qui composent la Frise de la vie : la scène se déroule dans une immense prairie verte descendant vers la mer, dans laquelle se reflète la lune.
Le thème abordé dans le tableau semble se mêler aux événements biographiques de Munch. Les personnages qui occupent le centre de la toile personnifient Tulla Larsen et Gunar Heiberg, le peintre de talent médiocre que la femme a épousé après avoir été quittée par Munch.
La figure de Tulla apparaît multipliée par trois, suivant le schéma que l'artiste avait déjà adopté dans le tableau Femme en trois phases et qui est repris dans La danse de la vie: la jeune fille en robe blanche, qui occupe le côté gauche de la toile, représente la confiance en la vie, la pureté et l'illusion de l'amour; la figure féminine centrale, vêtue d'une robe rouge, personnifie en revanche la tentation, qui, en ensorcelant son partenaire de danse, l'entraîne dans le tourbillon de la passion amoureuse ; la femme en noir, à droite du tableau, est la femme exclue, également symbole de deuil et de mort, qui observe, d'un regard muet et tragique, le bonheur des autres couples de danseurs, consciente de son caractère illusoire et éphémère. Les deux figures féminines aux extrémités du tableau incarnent, en effet, l'Espoir et la Tristesse, qui sont le début et la fin, selon l'artiste, de toute relation et supervisent le déroulement de la danse. La figure masculine au premier plan, dans laquelle se cache l'alter ego de l'artiste, semble comme emprisonnée dans la robe rouge de sa compagne, même si les deux protagonistes semblent garder leurs distances plutôt que de se fondre dans la danse, un aspect qui est également souligné par le contour clair qui isole chaque figure des autres. L'atmosphère festive, qui accompagne généralement une nuit d'été, est interprétée par Munch comme une danse déconcertante : les regards des couples, engagés dans une danse tournoyante qui s'étend sur toute la surface du tableau, sont fixes, comme hallucinés. C'est précisément cette absence d'expression sur les visages, un trait caractéristique du style de l'artiste, qui contribue à l'atmosphère déstabilisante.
L'arrière-plan du tableau est en effet occupé par une série de couples dansants s'adonnant aux plaisirs d'une nuit d'été, captivés par le magnétisme érotique de la colonne lunaire, symbole du sexe, qui distingue clairement la limite de l'horizon. Sur le côté droit du tableau se détache le visage d'un homme faisant face à l'observateur, semblant raidi par l'extase et dont les traits rappellent les figures grotesques dépeintes par Ensor. Pour Munch, l'amour ne vainc pas la maladie, la folie ou la mort ; au contraire, il représente la force la plus destructrice de toutes et est incarné par la femme. La danse de la vie met en scène la parabole de la vie et de la mort, qui accompagne la vie de chacun.

## Historique
Edvard Munch peint La Danse de la vie entre 1899 et 1900.
Le tableau occupait la partie centrale de la Frise de la vie, l'œuvre ambitieuse à laquelle Munch a commencé à travailler en 1886. La Frise de la vie a été exposée pour la première fois à Berlin en 1902, mais comme elle était conçue comme une "œuvre ouverte", elle a subi de nombreuses variations jusqu'en 1918. Selon l'artiste, l'œuvre devait englober tous les aspects de la vie humaine et était, en fait, divisée en quatre domaines thématiques : la naissance de l'amour, le développement et la disparition de l'amour, l'angoisse de vivre et la mort.
La Frise de la vie, typiquement symboliste, souligne l'influence de Gauguin sur Munch, précisément parce que l'œuvre du peintre norvégien semble faire écho à la question D'où venons-nous ? Que sommes-nous ? Où allons-nous ?, à la différence que, alors que Gauguin encapsule sur la toile des images qui reflètent le mystère de la vie en une seule œuvre, le tableau de Munch a été créé comme une œuvre ouverte et admet des ajouts et des modifications au fil du temps.
L'œuvre est conservée à la Galerie nationale d'Oslo, en Norvège, depuis 1910.